# Lord-lieutenant de Kerry
Ceci est une liste de personnes qui ont servi comme Lord Lieutenant de Kerry. L'office a été créé le 23 août 1831. Les nominations au poste se sont terminées par la création de l'État libre d'Irlande en 1922.
- Valentine Browne, 2e comte de Kenmare 7 octobre 1831 – 31 octobre 1853
- Henry Arthur Herbert 22 novembre 1854 – 26 février 1866
- Valentine Browne, 4e comte de Kenmare 24 mars 1866 – 9 février 1905
- Valentine Browne, 5e comte de Kenmare 4 mai 1905 – 1922